# Сијера Леоне на Светском првенству у атлетици у дворани 2016.
Сијера Леоне је учествовала на '16. Светском првенству у атлетици у дворани 2016. одржаном у Портланду од 17. до 20. марта . Сијера Леоне је пријавила за дванаесто учествовање на светским првенствима у дворани једног атлетичара који се такмичио у трци на 60 метара.,
На овом првенству такмичар Сијера Леонеа није освојио ниједну медаљу али је остварио свој најбољи резултат сезоне.

## Учесници
Мушкарци:
- Адел Сесај — 60 м

## Резултати

### Мушкарци
| Атлетичар  | Дисциплина | Лични рекорд | Квалификације | Квалификације | Полуфинале           | Полуфинале           | Финале               | Финале       | Детаљи |
| Атлетичар  | Дисциплина | Лични рекорд | Резултат      | Место         | Резултат             | Место                | Резултат             | Место        | Детаљи |
| ---------- | ---------- | ------------ | ------------- | ------------- | -------------------- | -------------------- | -------------------- | ------------ | ------ |
| Адел Сесај | 60 м       | 6,87         | 7,01 ЛРС      | 5. у гр. 2    | Није се квалификовао | Није се квалификовао | Није се квалификовао | 46 / 53 (56) |        |